# Carl Albrecht
Carl Albrecht (Bréma, 1902. március 28. – Bréma, 1965. július 19.) német orvos, pszichoterapeuta, író, aki autogén tréningen alapuló meditációs eljárásáról, és a tudattal kapcsolatos kutatásairól ismert. Ursula von der Leyen (szül. Albrecht) apai nagyapja.

## Élete, családja
Gazdag brémai gyapotkereskedő családba született 1902-ben. Apja a hasonló nevű Carl Albrecht (1875–1952), anyja az amerikai születésű, dél-karolinai gyapotültetvényes családból származó Mary Ladson Robertson (1883–1960) volt. Apai felmenői között megtalálhatjuk Ludwig Knoopot, aki kora legnagyobb vállalkozója volt és akinek II. Sándor orosz cár bárói rangot adományozott 1877-ben.
Carl két fia közül Georg Alexander Albrecht (szül. 1935) karmester, míg Ernst Albrecht (1930-2014) kereszténydemokrata politikus volt, Alsó-Szászország miniszterelnöke 1976-tól egészen 1990-ig. Két unokája: Georg Alexander fia Marc Albrecht (szül. 1964) apjához hasonlóan karmester; Ernst lánya Ursula von der Leyen politikus, az Európai Bizottság megválasztott elnöke.

## Munkássága
Dr. Carl Albrecht szakképzett orvos és pszichoterapeuta volt, aki autogén tréningen alapuló meditációs eljárás kifejlesztéséről ismert. A misztikus tudatot érintő kutatásainak tetőpontja az 1951-ben kiadott könyve "Psychologie des Mystischen Bewußtseins" címmel, mely több német és "Psychology of Mystical Consciousness" címmel kommentárokkal ellátott angol kiadást is megért. "Albrecht eredményei egyedülállóak abban az értelemben, hogy azok 'autogén tréningen' alapuló úttörő módszertani megközelítésből származnak, amely lehetővé tette a gyakorló orvos számára, hogy spontán módon verbalizálja azt, amit megváltozott tudatállapotba merülve átél." Orvosi praxisa mellett foglalkozott autogén tréninggel, melyből saját ún. "alámerülési" technikát dolgozott ki és alkalmazott orvosként.
A misztikus tudatot érintő fenomenológiai megközelítésű kutatásai, különösen a második világháború után, transzállapotban rögzített nyelvi megnyilvánulások – módszertanilag úttörő – hermeneutikai megközelítésére támaszkodtak. A miszticizmus jelenségeit  érintő, kezdetben tisztán tudományos-orvosi megközelítése, végül Albrechtet annak felismerésére vezette, hogy az (igazi) misztika – kezdeti szkeptikus-kritikus eredményfeltevéseivel szemben – nem teljesen humbug és nem pszichopatologikus, azaz kóros elmeállapotra utaló jelenségek összessége, hanem hogy a (hiteles) misztikus az elmélyedés állapotában valójában egy abszolút tudat részeseként éli át magát. E misztikus tudatállapot – közelebbről megvizsgálva – a legmagasabb, legtisztább és legegészségesebb elmeállapotként jellemezhető, melyet az ember valaha is elérhet. A misztikus állítólagos realitásvesztése – fenomenológiai szempontból – a végső, vagy abszolút valóság szellemi megismerésébe történő áttörés. Carl Albrecht objektivista-központú misztika-kutatóból idővel jelentős modern misztikussá vált.

## Művei
- Psychologie des mystischen Bewußtseins., Bréma, 1951
  - angolul: Psychology of Mystical Consciousness, Crossroad Publishing Company, 2019
- Das mystische Erkennen. Gnoseologie und philosophische Relevanz der mystischen Relation., Bréma, 1958
- Carl Albrecht: Das mystische Wort. Erleben und Sprechen in Versunkenheit. szerk. Hans A. Fischer-Barnicol, bevezető: Karl Rahner, Mainz, 1974

## Fordítás
- Ez a szócikk részben vagy egészben  a   Carl Albrecht (psychologist) című angol Wikipédia-szócikk fordításán alapul.  Az eredeti cikk szerkesztőit annak laptörténete sorolja fel. Ez a jelzés csupán a megfogalmazás eredetét és a szerzői jogokat jelzi, nem szolgál a cikkben szereplő információk forrásmegjelöléseként.
- Ez a szócikk részben vagy egészben  a   Carl Albrecht (Mediziner) című német Wikipédia-szócikk fordításán alapul.  Az eredeti cikk szerkesztőit annak laptörténete sorolja fel. Ez a jelzés csupán a megfogalmazás eredetét és a szerzői jogokat jelzi, nem szolgál a cikkben szereplő információk forrásmegjelöléseként.